# Fuglefjeld - Fangerfamilie - Angmassatfangst
Fuglefjeld - Fangerfamilie - Angmassatfangst er en dansk dokumentarfilm fra 1932.

## Handling
Denne artikel mangler et handlingsreferat. Hjælp os med at skrive det.